# ویرانه (فیلم ۱۹۸۴)
ویرانه (به هندی: Khandhar) فیلمی محصول سال ۱۹۸۴ و به کارگردانی مرینال سن است. در این فیلم بازیگرانی همچون شبانه اعظمی، نصیرالدین شاه، سریلا ماجمودار، پانکاج کاپور، آنو کاپور ایفای نقش کرده‌اند.